# Fodor Hajnal Erika
Fodor Hajnal Erika (születési nevén Hajnal Erika Erzsébet) (Budapest,  1957. szeptember 30. –) magyar kézifestő és nyomottanyag-tervező iparművész.

## Élete, munkássága
1976-ban érettségizett a budapesti II. Rákóczi Ferenc Gimnáziumban. Érettségi után egy évig diarajzoló a budakalászi Lenfonó és Szövőipari Vállalatnál. 1977 és 1981 között a Magyar Iparművészeti Főiskola hallgatója Eigel István és Szabó János irányítása alatt, ahol kézifestő és nyomottanyag-tervező szakon végzett. Diplomamunkájának címe "lakástextilek skandináv piacra", amelyet a budakalászi Lenfonó és Szövőipari Vállalatnál kivitelezett.
1981-92-ig a Fiatal Iparművészek Stúdiójának, illetve szintén 1981-től a mai napig a Magyar Alkotóművészek Országos Egyesületének tagja. 1983-ban elnyerte a Művelődésügyi Minisztérium hollandiai ösztöndíját, amellyel egy évig Eindhovenben, az Academie Industriele Vormgeving vendéghallgatója.
1984 és 1991 között Magyarországon 12 jelentősebb egyéni kiállítása volt, 2001-ig pedig közel félszáz magyarországi (Budapest, Százhalombatta, Szombathely, Pécs, Kecskemét, Szentendre)  és külföldi (Edmonton, Kortrijk, Erfurt, Szófia, Stuttgart, Palma de Mallorca, Párizs, Salon-de-Provence) csoportos kiállítás résztvevője. 1992 óta foglalkozik hotelek, közületek textilezésével. Létrehozta a Hajnal Designe Bt. céget, amelynek jogutódja 2005 óta a Hajnal Projekt Design Kft. Azóta több mint 70 épület (szállodák, közületek, magánlakások) teljes textilezése fűződik a ezáltal nevéhez.

## Díjai, elismerései
- Az erfurti Quadriennalé csoportos díja (1986)
- "I & I" kitüntető diploma, Stuttgart (1988)
- A Művészeti Alap nívódíja (1989)

## Egyéni kiállításai
- Kaposvár, Vaszary Terem (1984)
- Hajdúböszörmény, Művelődési Központ (1985)
- Debrecen, Vendéglátóipari Szakközépiskola (1985)
- Veszprém, Dési Huber Terem (1985)
- Budapest, Duna Galéria (1986)
- Derecske, Művelődési Központ (1986)
- Pécs, Képcsarnok (1986)
- Eger, "A tér" Művelődési Központ (1986)
- Veszprém, Vár Galéria (1986)
- Budapest, Mednyánszky Terem  (1986)
- Szekszárd, Színyei Merse Terem (1988)
- Sopron, Képcsarnok (1991)

## Cikkek, megjelenés
- Hajdu-Bihari Napló, 1985 okt. (dr. Tóth Ervin)
- Veszprém Megyei Napló, 1985 nov. (Veszeli Lajos)
- Volk und Heimat, 1988/3 (H. Knittel)
- Magyar Design 94 (1994 jún.)
- ETN – Textile Forum (Hannover, 1994 jún.)

## Külső hivatkozások
- Hajnal Projekt Design Kft.